# 佐藤隆一
佐藤 隆一（さとう りゅういち、1920年10月31日 - 1984年12月11日）は日本の外科医、医学研究者、医学博士。群馬県邑楽郡小泉町（現大泉町）生まれ。慶応義塾大学卒業。吉田肉腫に非常に感受性の高いDONRYU-RAT（吉田富三博士提唱）の開発。佐藤の肺がんの樹立（ラットに肺がんを作出し）。受託試験業務の他ゲルマニュウム誘導体「バイオジトン8」（半導体の有機化合物）の薬効研究開発、バイオジトン研究グループ代表としてバイオジトンを世に出した。B型慢性肝炎治療薬セロシオンの開発者。

## 略歴
出典：旧制太田中学卒業後、1946年慶応義塾大学医学部卒業、1946年 第一回医師国家試験合格。1947年群馬県太田市所在の富士重工㈱付属太田医院勤務（外科医）。富士重工㈱付属太田医院（現 SUBARU健康保険組合 太田記念病院）勤務中、吉田富三著作「吉田肉腫」に刺激され、太田医院近くの寺社大光院（通称呑龍様）の参道にある店で見つけた一対のラットを購入、交配繁殖を始める。吉田富三から吉田肉腫組織を譲受け、購入した一対のラットに腹腔内累代移植を続けながら吉田肉腫のパラビオーゼによる発育抑制に関する研究（1954）を重ねた。成果は吉田富三にも認められ、一対のラットから出発した封鎖集団のラットが吉田肉腫に対して感受性の高いことから、各方面で使用されるようになった（27 LABIO 21 JAN. 2012）。
1952年に群馬県邑楽郡大泉町に外科、内科、小児科の医院を開設。1955年、医学博士号取得。
1959年3月、佐藤隆一は通称呑龍ラットを動物実験市場に広めるため吉田富三博士の紹介で財団法人実験動物中央研究所（実中研）安東洪次名誉所長、野村達次所長、佐藤善一、（松方農場内実中研瑞穂場長）中村信義と、呑龍ラットの市場開拓について会談した。その結果、佐藤隆一は、呑龍ラットの系統名を吉田富三提唱のDONRYU RATとし、独自に近親交配による継代を続けた。
1960年、吉田肉腫移植率ほぼ100％のラットを開発し、ドンリュウラットと命名される。
1962年、慶応義塾の恩師である須田勇の推薦により、国立がんセンター研究所（現：国立がん研究センター）内分泌室長に就任。
1966年、国立がんセンターを辞し、日本ラット研究所長に就任（埼玉県南浦和）。
1971年、株式会社日本実験医学研究所（医薬品の薬理、毒性等の受託試験業務）設立。佐藤隆一が社長就任。重要サポート者として佐藤博（病理・毒性等）、佐藤善一（情報提供）---当時、巷間では佐藤トリオと呼ばれた。
1978年、F60代を越え Inbred Strains of Rats. Rat News Letter No.3に近交系DONRYU-RATとして認証登録された。これを原種とし非近交系クローズドコロニーとして、佐藤家家作の旧米軍駐留軍将校住宅を改造しラット繁殖施設とした。当面の繁殖育成の指導を中村信義が担当、普及販売を実中研(後日本クレアに移管)が行い、設立予定の実験動物大泉研究所（1960年隆一と妻 節子が開設、1963年日本ラット㈱社長に就任、）の組織確定、生産安定、販売網確率後独立経営となる（1963年実現）。佐藤節子は佐藤隆一の妻であり、 1922年東京都小石川に生まれ、東京女子医学専門学校卒業後同校生理学教室勤務、1946年佐藤隆一と結婚、群馬県邑楽郡小泉町（現大泉町）に居を構えた。
1994年、三和化学よりB型慢性肝炎治療薬セロシオンとして発売、1980年に健康食品としての霊芝（マンネンタケ）の開発計画→中途断絶、1980年にDONRYU-RATのSPF化のためバリアー施設完成操業開始。DONRYU-RATの月産略4,000匹を保持。
佐藤隆一の逝去後は後継者不在のため、日本ラット株式会社、株式会社日本実験医学研究所廃業他社へ譲渡された。（中村信義 記）

## 業績
1955年、「吉田肉腫のパラビオーゼによる發育抑制に關する研究」 で慶應義塾大学医学博士。国立ガンセンター内分泌治療研究室長を経て日本実験医学研究所所長（現 株式会社SRD生物センター）。吉田富三が発見したラットの腹水癌である吉田肉腫の植えつけに成功したドンリュウラットを開発し、癌の化学療法へ貢献した。隆一は京都大学第19代総長 岡本道雄博士（昭和48年12月16日就任）と親しかったことから、ドンリュウラットの胚および精子は現在も、京都大学大学院医学研究科附属動物実験施設 The National Bio Resource Project the Rat in Japan で保存され現在に至っている。佐藤肺ガン（ラット）の樹立やガン免疫学の草分け的存在である。
佐藤隆一は、経口B型慢性肝炎治療剤であるセロシオン（製造販売元：株式会社三和化学研究所）の開発者でもある。以下抜粋Ⅰ．概要に関する項目 １．開発の経緯 有機ゲルマニウム化合物の医薬品への応用は1960 年代より考えられていた。佐藤隆一らは、細胞性免疫を高める有機ゲルマニウム化合物に着目し、1978 年新規有機ゲルマニウム化合物であるプロパゲルマニウムを合成した。 プロパゲルマニウムは、宿主の免疫能を賦活するとともにウイルス感染時のインターフェロン（IFN）産生を増強する。臨床試験では、B 型慢性肝炎に対して、全般改善度、有用度ともにプラセボと比較して有用性が確認された。株式会社三和化学研究所は1990年8月30日にセロシオンⓇカプセル10として承認申請を行い、1994年7月1日に承認され、1994年8月29日に発売を開始した。 2000 年9月29日に再審査申請を行った結果、2003年11月26日薬事法第14条第2項各号（承認拒否事由）のいずれにも該当しないとの再審査結果を受けた。 
佐藤隆一に関しては、多賀須幸男著「医者たちの跫音 日本医家の苦労話」が詳しく執筆している。著書名「日本医家の苦労話」の内容は、6人の歴史的に業績をあげた医学者について執筆されている。目次は「志賀直哉と乾馬翁の濾水器、細菌濾過器を巡る人々」「藤浪肉腫は生きていた 見直される藤浪艦の研究」「七條小次郎 血清を焼いて胃癌を診断した偉大な医学教育者」「岡道 異色の東大病理学教授の生き方」「佐藤隆一の軌跡 実験用鼠[ドンリュウ]を育てた外科医」「杉浦兼松 いちずな癌の薬の研究者」「日本人は、なぜピロリ菌を発見できなかったのか」「医者四代」。　 
著者の多賀須幸男は1930年静岡県生まれ。1950年旧制静岡高等学校理科卒業。1954年東京大学医学部卒業、東大病院にてインターン。1955年医師国家試験に合格、東大第一内科に入局。1962年国立がんセンター病院勤務、消化器内科。1971年ＮＴＴ関東病院勤務、消化器内科部長。1984年同病院副院長。1994年同病院退職、多賀須消化器科内科クリニックを開業。2007年同クリニックを閉院して引退。所属学会：日本消化器内視鏡学会、日本医史学会など

## 美術評論家としての隆一
隆一は1966年頃より美術研究に手を染め、葛飾北斎の「風景四季図（夏）」の発見により、斯界（しかい）の発展に尽し、美術評論の分野に意欲を燃やした。かたわら、自ら絵筆を握り、氷川清話（ひかわせいわ）の「天空海闊（てんくうかいかつ）」の言葉より、海空と号した。（1976年4月発刊「求美」夏号 佐藤隆一profileより抜粋）

## 大泉記念碑（佐藤隆一 銅像）
群馬県邑楽郡小泉町（現大泉町）に、彫刻家（銅像作家）の橋本次郎に依頼し、佐藤隆一の銅像が建てられている。
佐藤隆一生誕の地　ドンリュウラット発祥の地「佐藤隆一博士・節子夫妻は、この地でドンリュウラットを開発 完成し世界の癌化学療法の研究推進に大いに貢献した、又博士は半導体の有機化合物の研究から、新しい方法でウィルス病克服の道を開いたので、以上の業績を祈念してこの像をたてる（1985年 真来書より）

### 除幕式
1985年11月3日(日) 正十二時　佐藤邸（群馬県邑楽郡大泉町上町）
以下の4名より9月吉日に除幕式の招待状が発送された。真下直吉（大泉町有志代表）、久保田富一郎（友人代表県議会議員）、佐藤節子（妻）、佐藤七平（日本実験医学研究所社長）、佐藤節子（日本ラット株式会社社長）
銅像の佐藤隆一の足元に3匹のラットの銅像も作成されている。

#### 誠子（長女）除幕式によせての俳句
佐藤隆一の長女 誠子（俳人）が大勢の客人に配られた「故 佐藤隆一博士略歴」誌に、俳句をよせている。
「逝ける父に　ふたとせの病床離れ寒風の　波立つ利根に御霊（みたま）あそべよ　風ならば疾風（はやて）川なら野をひらく　鳰（にお）の浮巣をよせぬ奔流　亡き父のあそびし利根の空ぬけて　枯野の太き轍（わだち）ふと消ゆ　四十九日に　忌み明けの雪は愛（かな）しよ　果てまでも」誠子

## 人生の終わり
1982年暮、腎臓がんで右腎臓摘出手術
1984年12月11日 64才、自宅にて他界。

### 葬儀
密葬通夜 12月12日(水) 午後6時より
密葬式 12月13日(木）午後12時30分～午後1時30分まで
出棺 午後1時30分
場所 自宅（浦和市根岸3丁目）
12月23日(日) 青山葬儀所 午後1時～3時

### 77日忌
1985年1月28日 研精院興福隆道居士 77日忌の法要が、妻 佐藤節子により行われた

## 親族
隆一の妻は節子（1922年生 東京女子医学専門学校卒業後、同校生理学教室勤務（現 東京女子医科大学、小児科医）。 
隆一の長女は誠子（1947-   国立音楽大学卒 声楽家、俳人）、次女 美知子（東京女子医科大学卒 調布市つつじが丘で佐藤小児科医院を開業 現在は閉院、三女 則子（1950-   日本医科大学卒 国立病院機構埼玉病院皮膚科医長、現在 大塚駅前南口皮膚科開業/院長） 
隆一の実弟は佐藤宗司（1932-2008年、日本医科大学 医学科 中退、慶応義塾大学 法学部 法律学科卒、生前は日本フィリップス株式会社相談役およびフィリップス・ライティング株式会社取締役社長を経て会長。佐藤宗司の長女はピアニスト佐藤ひでこで順天堂大学大学院（神経学）。 
佐藤隆一の妻 節子の弟 水野昭平は、東北大学医学部医学科卒、社会医療法人社団 昭愛会の創立者で 元 理事長。昭平の妻 愛子は、東北大学医学部医学科卒、小児科医、昭平の死後も 昭平が設立した 社会医療法人社団 昭愛会グループの副理事長をしている。
隆一の妻 節子の妹は水野信子（東京女子医学専門学校卒業（現 東京女子医科大学、耳鼻科医）、信子の夫は久保孝（京都大学医学部卒 内科医）、久保孝は妻の信子と共に東京・代々木に赤心堂病院（救急）を開業、現在、赤心堂病院は信子の息子 久保宏隆（慈恵医科大学卒）が東京 代々木で赤心堂病院の跡地で赤心堂クリニックを開業。久保宏隆の妹 坂本眞理子は元代々木歯科医院院長（開業）。真理子の夫は歯科医師の坂本道世で元代々木歯科医院。真理子の長女 貴和子 1976-  2001東京歯科大学歯学部卒、元京都大学医学部附属病院歯科口腔外科学講座、総合研究大学院大学生命科学研究科修了、医学博士、国立大学法人総合研究大学院大学助教、自然科学研究機構生理学研究所助教。
会医療法人社団 昭愛会グループは、以下8つの施設からなる。水野記念病院（1966年設立、一般170床、療養病棟20床、合計190床） 、水野クリニック、水野介護老人保健施設（218床） 、水野記念リハビリテーション病院（90床）、昭愛会 水野指定居宅介護支援事業所、昭愛会 通所リハビリテーション施設「元気」「オバマ」「きずな」（定員40名）、昭愛会 あい訪問看護ステーション（定員40名)、昭愛会 水野リハビリテーション科医院。

## 書著
- 『神の剣』白馬出版 1976
- 『狩猟と射撃 :入門から実猟まで』弘済出版社・こだまブックス、1976
- 『ガンとの対決』旺史社 1978

## 参考資料
- 「ガンとの対決」旺史社 1980年3月5日 改定1版発行
- メディカルオンラインHP「バックナンバー：基礎と臨床」
- メディカルオンラインHP「バックナンバー：薬理と治療」
- メディカルオンラインHP「バックナンバー：薬理と治療」
- 「Donryuラット特集 Charls River Japan Inc.佐藤春朗（東北大学名誉教授）
- 実験動物50年の人と業績/写真
- 「医者たちの跫音」考古堂書店 2012-11-01発行 多賀須幸男(著)
- 特定医療法人社団 水野記念病院HP
- フィリップスライティング株式会社HP